# كارول لين (ممثلة)
كارول لين (بالصينية: 林曉佩؛ بالإنجليزية: Carole Lin) هي ممثلة سنغافورية، ولدت في 1973 في سنغافورة.

## وصلات خارجية
- كارول لين على موقع IMDb (الإنجليزية)
- كارول لين على موقع قاعدة بيانات الفيلم (الإنجليزية)